# Marina Ripa di Meana
Marina Elide Punturieri, già coniugata Lante della Rovere e, successivamente, Ripa di Meana (Reggio Calabria, 21 ottobre 1941 – Roma, 5 gennaio 2018), è stata un personaggio televisivo, stilista, scrittrice e attivista italiana, conosciuta anche per i matrimoni contratti con Alessandro Lante della Rovere e Carlo Ripa di Meana.

## Biografia
Figlia di Lionello Punturieri (avvocato, di padre reggino e di madre tedesca) e Vittorina Bedoni (romana con origini slave per parte materna), dopo gli studi comincia a lavorare come stilista aprendo una sartoria di alta moda in Piazza di Spagna, a Roma, con l'amica Paola Ruffo di Calabria (divenuta poi principessa di Liegi e successivamente, dal 1993 al 2013, regina del Belgio). 
Negli anni sessanta diventa una delle protagoniste della vita mondana di Roma; sale alla ribalta della cronaca sposando a Roma, il 10 giugno 1964, il duca Alessandro Lante della Rovere, appartenente alla celebre famiglia aristocratica romana, da cui ha una figlia, Lucrezia, divenuta attrice teatrale, cinematografica e televisiva. Frequenta gli ambienti altolocati della nobiltà capitolina, le cui vicende in quegli anni si intrecciano con quelle raccontate ne La dolce vita di Federico Fellini; conosce Alberto Moravia e Pier Paolo Pasolini; è vicina agli artisti della Scuola di piazza del Popolo ed amica di Mario Schifano e Tano Festa. Negli anni settanta ha una tormentata relazione extraconiugale con il pittore Franco Angeli, sulla quale scriverà un libro, Cocaina a colazione (2005), raccontando di essere arrivata a prostituirsi per poter comprare la cocaina al suo amante. La figlia, Lucrezia Lante della Rovere, di questa turbolenta relazione nel 2025 ha ricordato come a casa girasse di tutto: pistole, sacchetti di cocaina, eroina. E come le liti fra i due fossero furiose, anche a causa dell'uso di stupefacenti da parte di Angeli, uno dei motivi della loro separazione.
Successivamente, nel 1972, divorzia da Alessandro Lante della Rovere, pur continuando a usarne il cognome. Ciò costrinse l'ex marito, nel 1984, a citarla in giudizio per ottenere, nel maggio del 1985, la dichiarazione - con una sentenza che fece giurisprudenza - dell'illegittimità di tale condotta.
Per molti anni, anche dopo il secondo matrimonio, si faceva chiamare e a farsi indicare come Marina Lante della Rovere, arrivando a firmare delle opere autobiografiche con il cognome dell'ex marito.  
Dopo aver intrapreso una serie di relazioni sentimentali, tra cui quella con il giornalista Lino Jannuzzi, di cui dà conto nel suo best seller I miei primi quarant'anni (1984), infatti, nel 1982 si sposa in seconde nozze con il marchese Carlo Ripa di Meana; testimoni della sposa sono gli scrittori Alberto Moravia e Goffredo Parise, mentre testimoni dello sposo sono i politici socialisti Bettino Craxi e Antonio Giolitti (nipote del celebre premier dei primi del '900, e patrono politico di Carlo Ripa di Meana).
Solo dopo l'ingiunzione giudiziaria del Tribunale di Roma del 1985, tuttavia, inizierà a farsi conoscere come Marina Ripa di Meana. 

Nel 2010 il marito Carlo ha adottato il loro collaboratore Andrea Cardella, divenuto così Andrea Cardella Ripa di Meana. 

Marina Ripa di Meana (accreditata come Marina Lante della Rovere) in Assassinio sul Tevere (1979) di Bruno Corbucci

Dalla fine degli anni settanta comincia sempre più spesso ad apparire in televisione e nello stesso periodo prende parte al film Assassinio sul Tevere (in cui è accreditata con il cognome del primo marito), con protagonista Tomas Milian. Per un po' di tempo fa da valletta a Maurizio Costanzo, sodalizio che s'interromperà bruscamente quando tirerà una torta in faccia allo stesso Costanzo durante una puntata della trasmissione Grand'Italia. In seguito partecipa come opinionista o protagonista di trasmissioni in cui mette in risalto il suo carattere esuberante e la sua natura anticonformista, e dibatte in politica sui temi della natura, della tutela del paesaggio, dell'esaltazione del bello e della difesa degli animali.
Noto è il forte legame avuto con Bettino Craxi, che la Ripa di Meana continuerà a frequentare anche durante la latitanza ad Hammamet. Insieme con il marito, viaggiò sull'aereo che nel 1986 portò Craxi in Cina per una visita ufficiale, episodio che scatenò lunghe polemiche per il costo elevato dovuto proprio alla presenza sull'aereo di Stato di numerosi familiari e amici dell'allora Presidente del consiglio. Nel 1987 dalla sua biografia viene tratto il film I miei primi 40 anni, diretto da Carlo Vanzina, con protagonista Carol Alt, che la vede tra gli sceneggiatori. Nel 1989 anche il suo secondo best seller La più bella del reame, viene trasposto sul grande schermo in un film diretto da Cesare Ferrario, anche qui con Carol Alt nella parte della protagonista.
Svariate le sue attività in campo professionale: ha scritto una decina di libri spesso a sfondo autobiografico (ma anche romanzi gialli e sentimentali), e ha diretto un film, il thriller Cattive ragazze (1992), con protagonista Eva Grimaldi. Fu all'epoca sollevata un'aspra polemica sulla pellicola, che ricevette fondi pubblici secondo alcuni grazie all'amicizia con Bettino Craxi; a ogni modo il film risultò un deciso flop, sia di critica che di pubblico, che di fatto pose subito fine alla sua carriera di regista. Nel 1990 lancia e dirige, per due anni, il mensile Elite, pubblicato dalla Newton Compton Editori. Sempre nella metà degli anni novanta ha anche condotto la trasmissione Casa vip, trasmessa sulla syndication nazionale Cinquestelle.

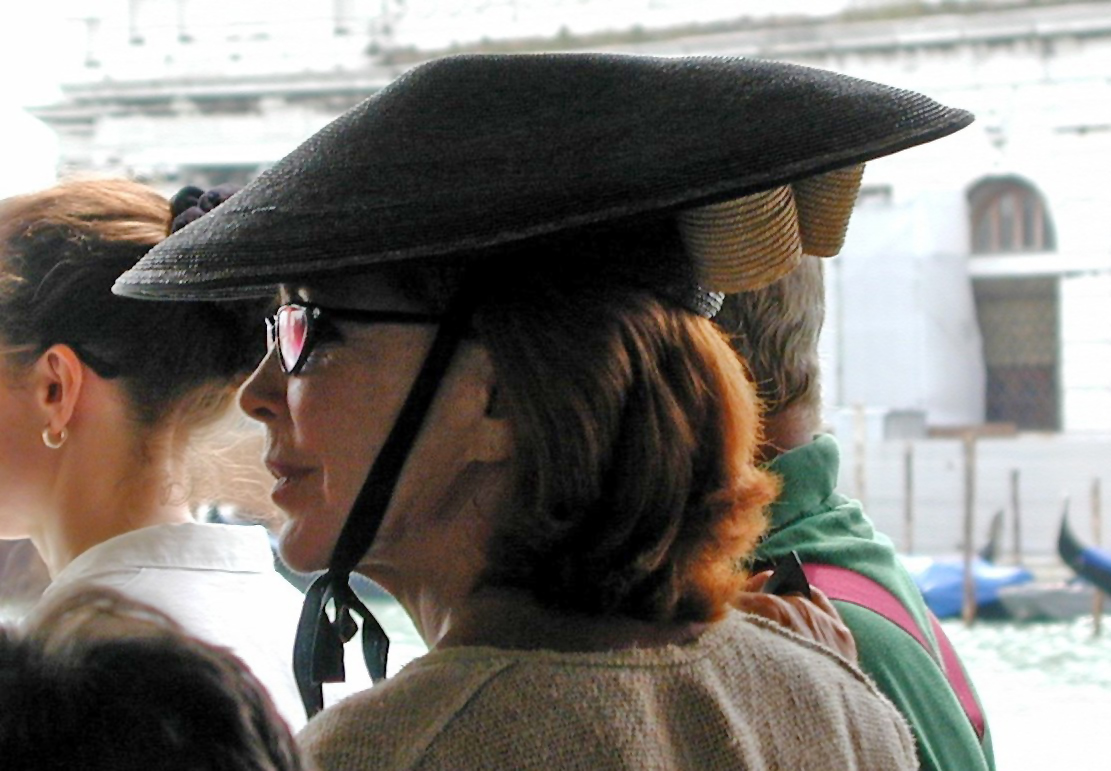
Marina Ripa di Meana nel 2003

Dagli anni novanta in poi diventa animalista ripudiando l'uso della pelliccia; nel 1995 diviene Ambasciatrice in Italia dell'IFAW (International Fund for Animal Welfare - USA), per la quale realizza una campagna pubblicitaria completamente nuda, con una folta peluria sul pube e la scritta L'unica pelliccia che non mi vergogno di indossare. Ha inoltre preso parte, in Italia e in altri paesi, a svariate campagne contro lo sterminio dei cuccioli delle foche, contro l'uso per moda e vanità delle pelli e delle pellicce, contro le corride, contro gli esperimenti nucleari francesi nell'atollo di Mururoa, contro lo sventramento del Pincio (2008) e contro la chiusura dello storico ospedale di San Giacomo degli Incurabili nel cuore di Roma (2008), ed alla campagna, più recente, per la diagnosi precoce dei tumori.
Nella primavera del 2009 partecipa come concorrente al reality show La fattoria, ambientato in Brasile e trasmesso su Canale 5, dal quale si ritira poco dopo il suo inizio per motivi di salute; nello stesso anno prende parte anche a una puntata della terza stagione della fiction I Cesaroni, sempre su Canale 5, in cui interpreta se stessa. Nel 2015 esordisce in veste di attrice teatrale nello spettacolo Il Congresso degli Arguti.

### Morte
Ammalatasi di tumore al rene, nel 2002, combatte la malattia, che nel frattempo metastatizza. Muore il 5 gennaio 2018 a Roma, all'età di 76 anni, dopo essersi sottoposta alla sedazione profonda (negli ultimi anni aveva espresso opinioni favorevoli all'eutanasia). La salma viene cremata al cimitero di Prima Porta di Roma senza funerali come da volontà di Marina; le ceneri, in custodia presso la famiglia, saranno poi sparse in mare nei pressi di Monte Argentario, dove si trova anche la tomba di famiglia, secondo la volontà testamentaria. Suo marito Carlo Ripa di Meana muore due mesi dopo, sempre a causa di un cancro.

## Opere
- I miei primi quarant'anni, Milano, Sperling & Kupfer, 1984.
- La più bella del reame, Milano, Sperling & Kupfer, 1988. ISBN 88-200-0838-6.
- Vizi, veleni e velette, Milano, A. Mondadori, 1990. ISBN 88-04-33822-9.
- Le avventure di Marina. Giallo sentimentale a fumetti, disegni di Sandro Rosi, con la collaborazione di Laura Badellino, Milano, A. Mondadori, 1992. ISBN 88-04-35377-5.
- La donna che inventò se stessa. Splendori e miserie di una vita sempre alla ribalta, Milano, Sonzogno, 1994. ISBN 88-454-0715-2.
- Tramonto rosso sangue, Milano, Mondadori, 1998. ISBN 88-04-45548-9.
- La vita estrema di Francesca Agusta, Cesena, Maretti & Wilde, 2001. ISBN 88-88182-03-9.
- Cara Paola sorella mia, Roma, Gremese, 2004. ISBN 88-8440-315-4.
- Cocaina a colazione. Faccia a faccia fra Costanzo Costantini & Marina Ripa di Meana sui tre pittori maledetti e la società intellettuale romana degli anni Sessanta-Settanta, Cesena, Maretti, 2004. ISBN 88-901000-9-5.
- Roma al rogo. Storie graffianti e ironiche di sesso, droga, sette sataniche e tentacolare malcostume, con Costanzo Costantini, Roma, L'airone, 2008. ISBN 978-88-7944-907-6.
- Virginia Agnelli. Madre e farfalla, con Gabriella Mecucci, Argelato, Minerva, 2010. ISBN 978-88-7381-307-1; 2011. ISBN 978-88-7381-385-9.
- Invecchierò ma con calma, Milano, Mondadori, 2012. ISBN 978-88-04-62186-7.
- Colazione al Grand Hotel. Moravia, Parise e la mia Roma perduta, Milano, Mondadori, 2016. ISBN 978-88-04-66987-6.
- Ora ti curo io. Ho preso il cancro per le corna, Cuzzolin editore, 2018.

## Filmografia

### Attrice
- Assassinio sul Tevere, regia di Bruno Corbucci (1979)
- I Cesaroni – serie TV, episodio 3x14 (2009)

### Regista
- Cattive ragazze (1992)

### Sceneggiatrice
- I miei primi 40 anni, regia di Carlo Vanzina (1987)
- La più bella del reame, regia di Cesare Ferrario (1989)
- Cattive ragazze (1992)

## Doppiatrici
- Vittoria Febbi in Assassinio sul Tevere

## Citazioni e omaggi
- Viene citata nella canzone Jet Set di Rino Gaetano (contenuta nell'album E io ci sto), insieme con Gil Cagnè ed Elsa Martinelli: nel brano viene citata con il cognome dell'allora marito, ovvero Marina Lante della Rovere.